# Lamyctopristus ergus
Lamyctopristus ergus är en mångfotingart som först beskrevs av Chamberlin 1951.  Lamyctopristus ergus ingår i släktet Lamyctopristus och familjen fåögonkrypare.
Artens utbredningsområde är Angola. Inga underarter finns listade i Catalogue of Life.